# José Nazabal
José Joxe Nazabal Mimendia, (Zaldivia, 1 de julio de 1951) es un exciclista profesional español entre 1975 y 1982.
Comenzó su carrera en el equipo ciclista Kas, donde compitió hasta la temporada 1979 y obtuvo sus mejores resultados. Los últimos años de su carrera militó en el Teka (1980), Colchón CR (1981) y Hueso (1982). Abandonó el ciclismo en marzo de 1982.
En las Grandes Vueltas destaca su actuación en la Vuelta ciclista a España de 1976, donde subió al pódium en la tercera plaza. Anteriormente había sido 21.º en 1975, puesto que repetiría en 1977. En 1978 fue 7.º y en 1979 46.º. En 1980 abandonaría y en 1981 fue 43.º. Su única participación en el Giro de Italia fue la de 1976, edición en la que abandonó. En el Tour de Francia participó en dos ediciones, las de 1977 y 1978, abandonando en ambas. En la edición de 1977, ganó la 3ªetapa que unía Olorón con Vitoria. Fue una victoria muy importante ya que en Vitoria se encontraba la sede de la casa comercial Kas que patrocinaba su equipo.

## Palmarés
1973
- 1 etapa del Trofeo Peugeot del Porvenir

1975
- Campeón de España por Regiones
- Gran Premio Navarra

1976
- 2.º en el Campeonato de España de Montaña en Ruta
- Campeón de España por Regiones
- 3.º en la Vuelta a España

1977
- 1 etapa de la Vuelta a España
- Vuelta a los Valles Mineros, más 1 etapa
- Vuelta a Aragón, más 2 etapas
- 1 etapa del Tour de Francia
- 2.º en el Campeonato de España en Ruta

1978
- Vuelta a los Valles Mineros, más 2 etapas

## Resultados en grandes vueltas y Campeonato del Mundo
Durante su carrera deportiva ha conseguido los siguientes puestos en las Grandes Vueltas y en los Campeonatos del Mundo en carretera:
| Carrera         | 1975 | 1976 | 1977 | 1978 | 1979 | 1980 | 1981 | 1982 |
| --------------- | ---- | ---- | ---- | ---- | ---- | ---- | ---- | ---- |
| Giro de Italia  | -    | Ab.  | -    | -    | -    | -    | -    | -    |
| Tour de Francia | -    | -    | Ab.  | Ab.  | -    | -    | -    | -    |
| Vuelta a España | 21º  | 3º   | 21º  | 7º   | 46.º | Ab.  | 43.º | -    |
| Mundial en Ruta | -    | 33º  | -    | -    | -    | -    | -    | -    |

-: no participa

Ab.: abandono

## Equipos
- Kas (1975-1980)
- Teka (1980)
- Colchones CR (1981)
- Hueso (1982)